# 新塞拉纳
新塞拉纳是巴西米纳斯吉拉斯州的一个市镇。总面积283.101平方公里，总人口60195人，人口密度212.6人/平方公里。